# Karma (comics)
Pour les articles homonymes, voir Karma (homonymie).
Xi’an « Shan » Coy Manh, alias Karma est une super-héroïne évoluant dans l'univers Marvel de la maison d'édition Marvel Comics. Créé par le scénariste Chris Claremont et le dessinateur Frank Miller, le personnage de fiction apparaît pour la première fois dans le comic book Marvel Team-Up (vol. 1) #100 en décembre 1980.
Karma est une mutante, ancienne membre de l'équipe les Nouveaux Mutants.

## Biographie du personnage

### Origines
Nièce d'un père caïd de la pègre, Shan Coy Mahn est originaire du Viêt Nam. Elle perd ses parents très jeune dans des circonstances horribles et est violée par des militaires. Néanmoins, elle parvient aux États-Unis en compagnie de ses jeunes frère et sœur : Leong et Nga. Bientôt, elle découvre qu'elle est une mutante, capable de posséder l'esprit d'autrui.
Le Professeur Xavier luit fait intégrer sa nouvelle équipe de super-héros, les Nouveaux Mutants où, sous le nom de Karma, elle prend la tête de l'équipe puisque membre la plus âgée. Ayant peu de goût pour diriger, elle est très vite supplantée par Rocket et Danielle Moonstar (Mirage).

### Parcours
Après l'attaque du Beyonder, Karma devient membre des Hellions puis, guérie du traumatisme causé par cet extraterrestre, elle réintègre avec ses amis les Nouveaux Mutants.
Après être restée longtemps dans l'équipe, elle quitte les Nouveaux Mutants pour s'occuper de son frère et sa sœur, victimes d'une maladie. Des années plus tard, alors que Leong et Nga étaient guéris, Shan croise à nouveau le chemin de ses anciens compagnons. En effet, elle est enlevée par les jumeaux Fenris pour le compte du Maître de jeu. Avec l'aide de X-Force, elle parvient à s'échapper.
Elle retrouve une autre fois X-Force, lors d'un grand carnaval organisé au Texas où elle habitait alors. Shan y révèle à ses amis son homosexualité. Elle a alors les cheveux teints en rose, des piercings, s'habille de façon à la mode et profite de la vie…
Elle s'assagit quelque temps plus tard, en allant vivre avec Leong et Nga à Chicago. Là, elle devient employée de bibliothèque et mène en même temps des études à l’université de Chicago en vue d'une licence. Le hasard veut qu'elle croise sur le campus Kitty Pryde dont elle est secrètement amoureuse. Elles enquêtent ensemble sur un réseau anti-mutant.
Elle revient plus tard à l'Institut Xavier où elle s'occupe de la plus jeune classe, donnant des cours de français, ainsi que de l'Escadron Alpha après la mort de Véga.

### M-Day
Après le M-Day, les Squads sont dissous. Karma, qui a conservé ses pouvoirs, est maintenant membre des 198.

## Pouvoirs et capacités
Karma est une mutante douée de capacités télépathiques qui lui permettent de prendre possession de l'esprit d'autrui.
Elle possède la force normale d’une femme de son âge et de sa constitution qui pratique régulièrement un exercice physique modéré. Elle est une combattante compétente avec des armes médiévales (en particulier des épées), en raison de la période prolongée qu'elle a passée à Asgard. Elle connaît également les techniques de premiers secours et sait manipuler des armes à feu, en raison de son séjour au Viet Nam.
Titulaire d'une licence de lettres et langues appliquées, en plus de sa langue natale vietnamiene elle parle couramment le français et l’anglais, ainsi qu'un peu d’espagnol, de japonais et de mandarin chinois.
- Lorsqu’elle utilise son pouvoir de possession sur un individu, Karma projette sur sa cible une poussée d'énergie psionique qui submerge sa conscience ; cela rend sa victime inconsciente en plaçant son propre esprit à sa tête. Son pouvoir lui permet également de modifier les perceptions et les souvenirs de sa victime, de rechercher des informations dans son esprit et d'exploiter son corps comme s'il s'agissait d'une extension de son propre être ; elle peut aussi ordonner aux gens de s'endormir.
- Elle peut prendre possession de plusieurs esprits à la fois. Mais, quand elle utilise son pouvoir dans ce but, son corps reste sans défense[1].
- Elle a également développé d’autres pouvoirs télépathiques, lui permettant notamment de résister aux assauts psychiques d'autres télépathes[1].